# Rastislav Kanižar
Rastislav Kanižar, slovenski policist, pravnik in veteran vojne za Slovenijo, * 6. september 1961.
Kanižar je bil direktor Uprave kriminalistične policije Generalne policijske uprave Slovenije (28. julij 2005–1. februar 2007).